# Laversia berulophila
Laversia berulophila är en kvalsterart som beskrevs av Cook 1955. Laversia berulophila ingår i släktet Laversia och familjen Arrenuridae. Inga underarter finns listade i Catalogue of Life.